# Lonomia obliqua
El gusano de la muerte, conocido también como taturana oblicua (Lonomia obliqua) es una especie de lepidóptero ditrisio de la familia Saturniidae cuyas orugas tienen pelos urticantes muy venenosos. El primer ataque registrado en Brasil se produjo en 1989. Desde entonces, murieron al menos seis personas y resultaron heridas al menos otras 300 en la ciudad de Passo Fundo, donde es muy común hallarlas. También se conocen casos en la provincia de Misiones, en Argentina, son comunes en toda la amazonia incluyendo países como Colombia y Venezuela. 
Han sido vistas en Buenos Aires, Argentina en noviembre de 2019.
Al producirse el contacto con la oruga puede haber dolor, pero después comienza un malestar semejante al que produce una comida que cayó mal, y dolor en la parte de posterior de la cabeza. A las 8 horas aparecen moretones, y a las 76 los cuadros hemorrágicos, que si no son tratados a tiempo en el 34% de los casos son mortales
El único tratamiento posible para la intoxicación por el veneno de esta taturana es el suero antilonómico, producido en Brasil.
Después de convertirse en mariposa, se aparea durante diez horas y la hembra muere en ocho días y el macho, en seis, ya que no se alimentan.